# Jerzy Kułtuniak
Jerzy Kułtuniak (ur. 28 sierpnia 1930 w Poznaniu) – polski dziennikarz, poseł na Sejm PRL VII kadencji.

## Życiorys
Syn Tomasza i Katarzyny. W 1955 uzyskał wykształcenie w zakresie filologii polskiej na Uniwersytecie Poznańskim i został dziennikarzem „Gazety Poznańskiej”. W 1957 przeszedł na niespełna 10 lat do pracy w redakcji Zachodniej Agencji Prasowej (późniejszy „Interpress”). Od 1967 do sierpnia 1968 był zastępcą redaktora naczelnego w Polskim Radiu w Poznaniu. Od września 1968, przeniósłszy się do Katowic, był zastępcą redaktora naczelnego „Trybuny Robotniczej”. W listopadzie 1972 został jej redaktorem naczelnym.
W 1961 został członkiem Polskiej Zjednoczonej Partii Robotniczej. W latach 1973–1978 zasiadał w egzekutywie Komitetu Wojewódzkiego partii w Katowicach. W 1976 uzyskał mandat posła na Sejm PRL w okręgu Gliwice. Był członkiem Komisji Handlu Zagranicznego oraz Komisji Mandatowo-Regulaminowej.

## Odznaczenia
- Order Sztandaru Pracy II klasy
- Krzyż Kawalerski Orderu Odrodzenia Polski
- Złoty Krzyż Zasługi